# Апијан
Апијан из Александрије (грч. ’Aππιανός ’Aλεξανδρεΰς) (рођ. око 95 — умро око 165. године) био је грчки историчар и римски грађанин који је живео у доба цара Трајана, Хадријана и Антонина Пија.
Рођен је око 95. године у египатској метрополи Александрији. У свом делу саопштава да је вршио важне дужности у провинцијској управи Египта, па се 120. године преселио у Рим. У престоници Римског царства радио је као правни заступник тако да се понекад појављивао пред царевима. Најраније је 147. постао је прокуратор тј провинцијски намесник Египта, по препоруци свог пријатеља, Марка Корнелија Фронтона. Пошто је положај прокуратора Египта био отворен само припадницима коњаничког (витешког) сталежа, сама чињеница о Апијановом наименовању сведочи о његовом друштвеном успону.
Његово дело, познато као Римска историја, садржано је у 24 књиге и написано је на грчком пре 165. Представља пре збирку монографија него повезану историју. У њима се приповеда о многим људима и земљама од најранијих времена до њиховог укључења у Римско царство. Ово дело, иако писано веома сувопарним језиком, представља веома драгоцен извор информација за историчаре, нарочито у вези са периодом грађанских ратова.

## Издања
- , 1551
- , 1785
- , 1852
- , 1878-1905,
- , 1997-,

- Apijan iz Aleksandrije, Rimski građanski ratovi, Preveo s grčkog jezika Bogdan M. Stevanović, Predgovor Fanula Papazoglu, Beograd 1991